# Poype des Fées

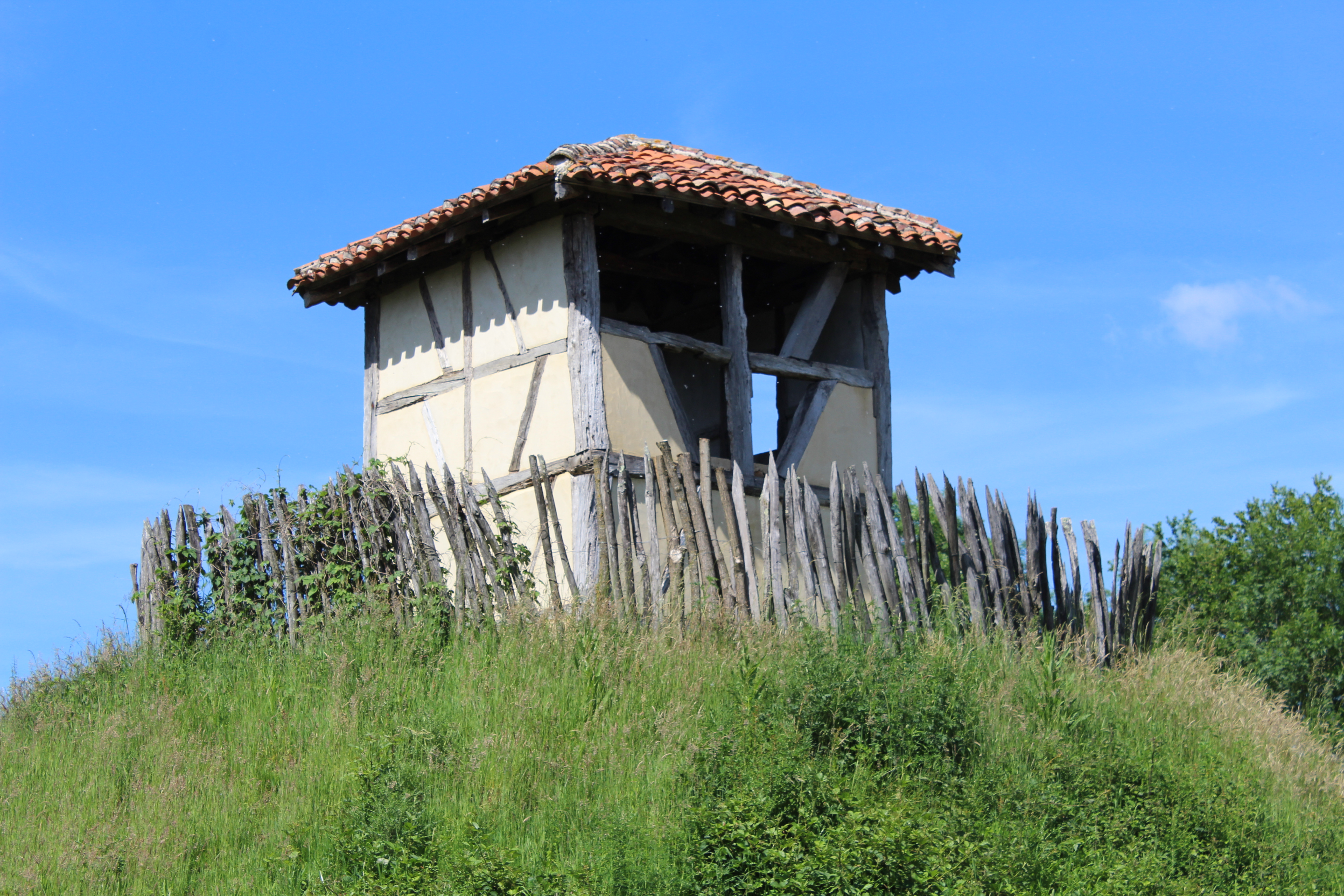

Die Poype des Fées (deutsch Feenmotte) ist eine rekonstruierte Motte (Turmhügelburg) im Westen von Buellas im Département Ain in Frankreich. Sie ist von der Brücke der D 45 über den Fluss Vieux Jonc aus sichtbar.

## Geschichte
Zu Beginn des 20. Jahrhunderts gab es im Département Ain noch 150 Poypes. In Buellas wurde die Poype 1786 von ihrem Besitzer zerstört. 
1989 entstand die Idee, in Buellas eine Motte nach dem Vorbild der historischen Poype des Fées zu errichten. Dazu stellte die Gemeinde ein Grundstück zur Verfügung, das wenige hundert Meter vom historischen Standort liegt. 1992 wurde der Graben ausgehoben und mit dem Aushub der Hügel errichtet. Nachdem sich die Erde gesetzt hatte, wurde 1996 die Palisade aus Akazienholz gebaut, 2001 folgte der Turm.

## Beschreibung
Die Erde für den Bau der Poype stammt aus dem Graben. Auf dem Hügel befindet sich ein Turm, der von einer Palisade umgeben ist. Ein Steg ermöglichte es, den Graben zu überqueren, um den auch von einem Graben umgebene Zwinger zu erreichen, der die Bewohner und ihre Tiere schützte.  

Poype des Fées
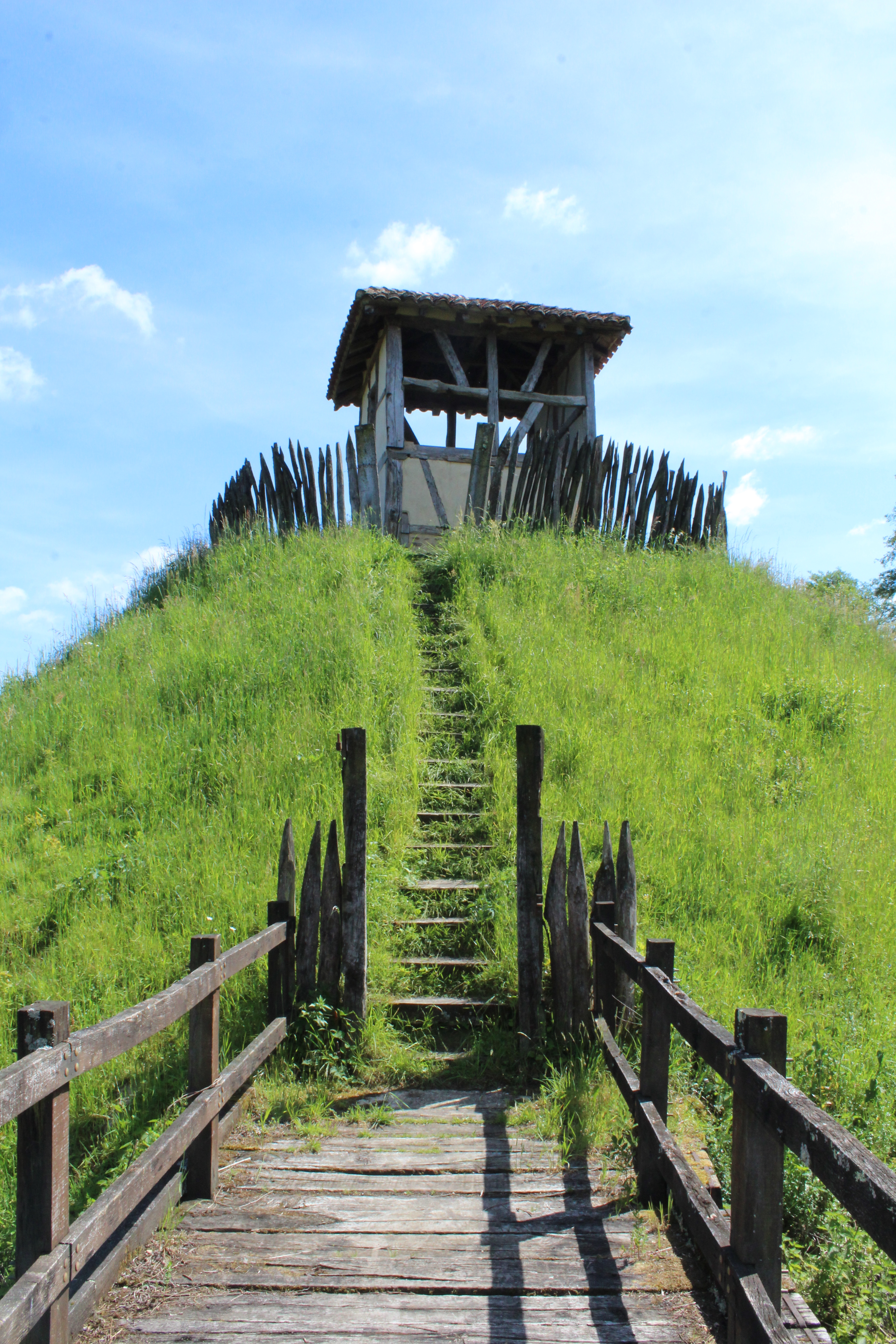
Poype
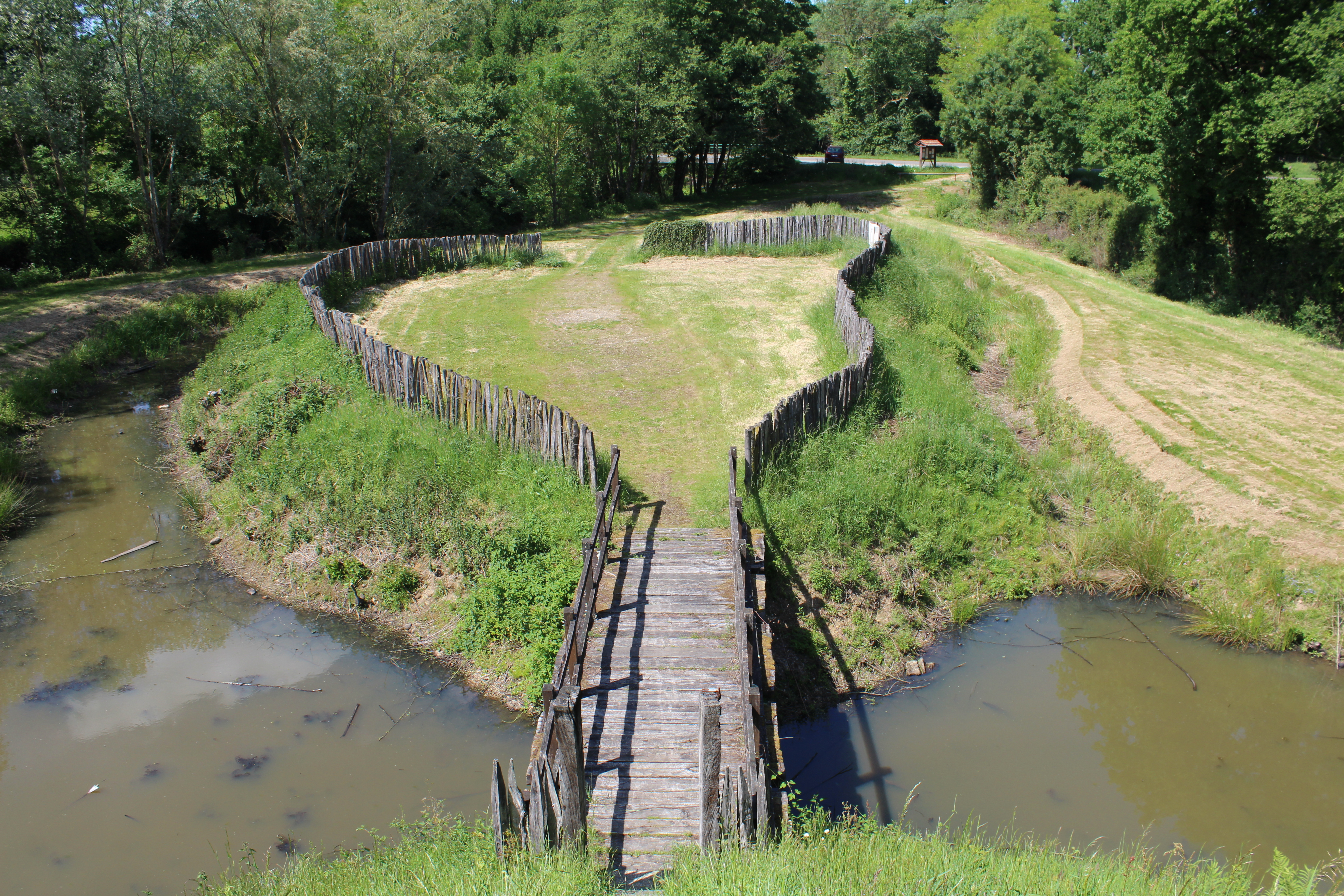
Zwinger
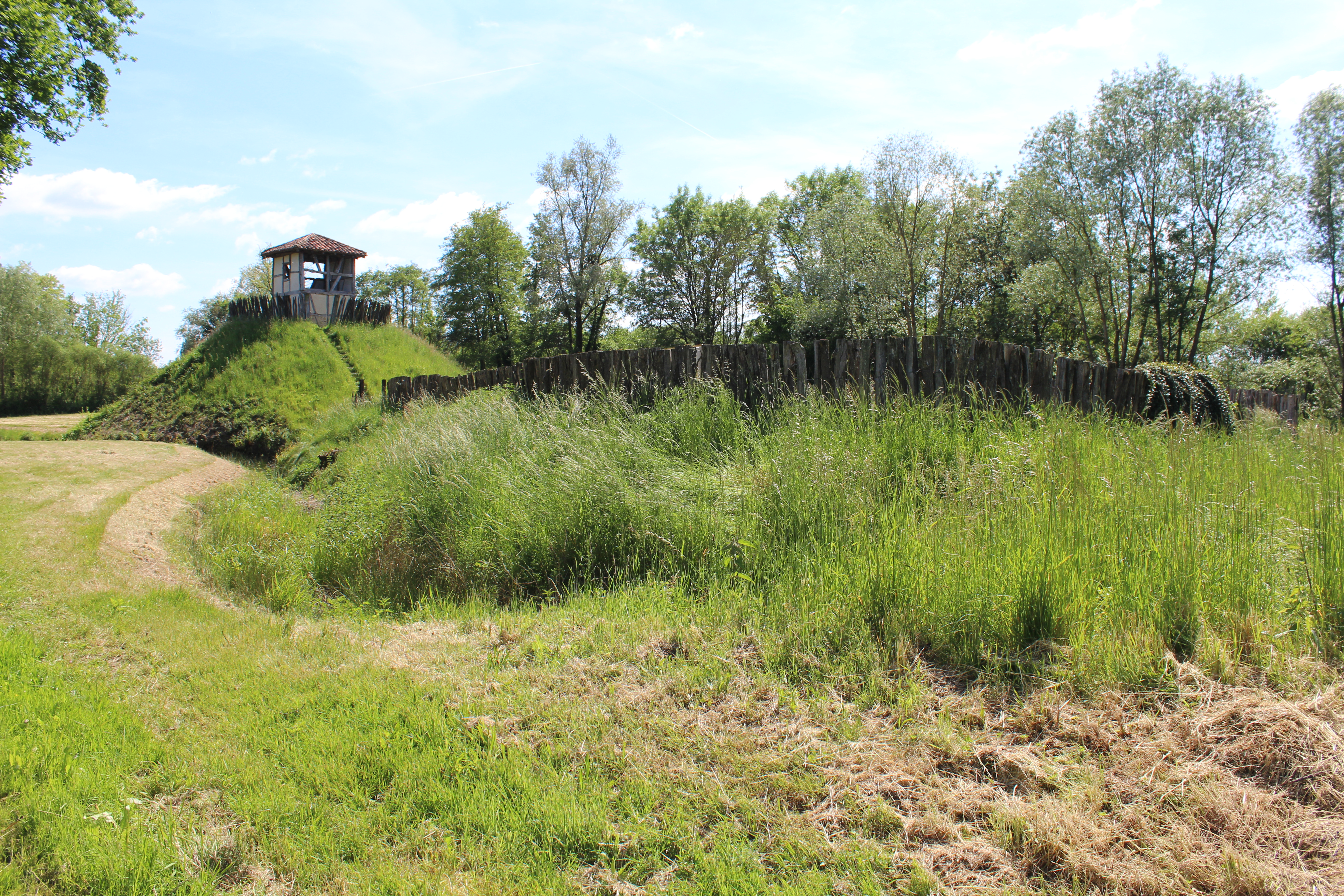